# Tony Deigner
Tony Deigner (* 8. Februar 1958 in Schwetzingen; † 19. Februar 2010) war ein deutscher Poolbillardspieler. Er wurde 1987 Deutscher Meister in der Disziplin 14/1 endlos und 1991 Vizeeuropameister im 9-Ball.

## Karriere
Bei der Deutschen Meisterschaft 1984 gewann Tony Deigner mit Bronze im 14/1 endlos erstmals eine Medaille. Drei Jahre später wurde er im Finale gegen Norbert Lang Deutscher Meister im 14/1 endlos und kam im 9-Ball auf den dritten Platz. Im selben Jahr wurde er zudem bei der Europameisterschaft Dritter im 9-Ball.
Bei den Deutschen Meisterschaften 1989 und 1990 kam Deigner im 9-Ball auf den dritten beziehungsweise zweiten Platz.
Bei der EM 1991 erreichte er das Finale im 9-Ball, verlor dort jedoch gegen Thomas Engert.
1992 wurde Deigner bei der Deutschen Meisterschaft Vierter im 9-Ball. Bei der EM 1993 erreichte er den dritten Platz im 9-Ball. 1994 gewann Deigner mit Bronze im 8-Ball seine letzte Medaille bei Deutschen Einzel-Meisterschaften.
Mit dem PBC Oftersheim wurde Deigner dreimal Deutscher Mannschafts-Meister.
Mit der deutschen Nationalmannschaft wurde er dreimal Europameister (1987, 1991, 1993).
Am 19. Februar 2010 starb Tony Deigner in Folge einer Krebs-Erkrankung.